# Abraham de Vries (schilder)
Abraham de Vries (waarschijnlijk Den Haag, 1590 – Den Haag, ca. 1649-1650) was een Nederlandse kunstschilder en tekenaar. Zijn naam werd vroeger soms foutief gegeven als Adriaan of Adriaen de Vries omdat hij zijn werk met "A. de Vries" of "AdV" signeerde.
Hij is vooral bekend als portretschilder, hoewel hij ook landschappen schilderde. Zijn vroege werk was beïnvloed door Thomas de Keyser. Later liet hij zich inspireren door Rembrandt en Frans Hals.
Werk van De Vries is te vinden in de collectie van onder meer het Rijksmuseum, het Amsterdam Museum, het Historisch Museum Rotterdam, het Maagdenhuis in Antwerpen, Het Stadsmus in Hasselt, het Metropolitan Museum of Art in New York, het Petit Palais in Parijs en het Kunsthistorisches Museum in Wenen.

## Levensloop
De Vries werd naar waarschijnlijkheid in Den Haag geboren, en niet in Rotterdam zoals voorheen vaak gesteld werd, op basis van het feit dat hij in 1617 vermeld werd in de kerkelijke administratie van Rotterdam.
Hij reisde veel rond in Frankrijk en de Zuidelijke Nederlanden, voornamelijk in de periode 1623-1636, hoewel hij al in 1613 in Lyon vermeld werd, mogelijk op doorreis naar Italië. De Zuid-Nederlandse schilder Jan Cossiers was in de leer bij hem terwijl hij in 1623-1624 in Aix-en-Provence verbleef.
Hij was in Rotterdam in 1639-1641. In 1644 ging hij in Den Haag wonen en werd lid van het Haagse kunstenaarsgenootschap Confrerie Pictura. Hij werd opgenomen in het Sint-Lucasgilde in Antwerpen (1634), Den Haag (1644) en Rotterdam (1647).

## Afbeeldingen

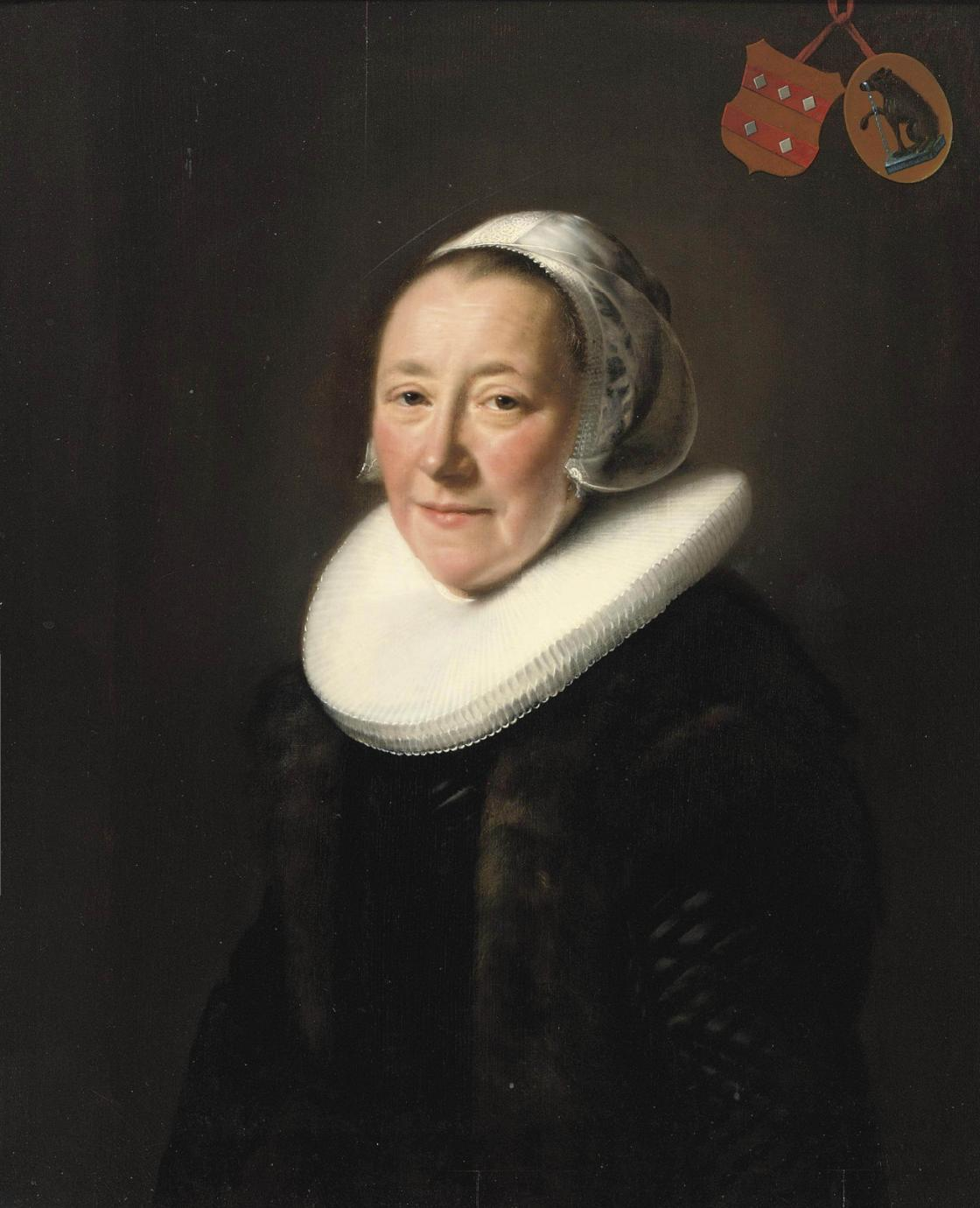
Erminia van Beresteyn, ca. 1600
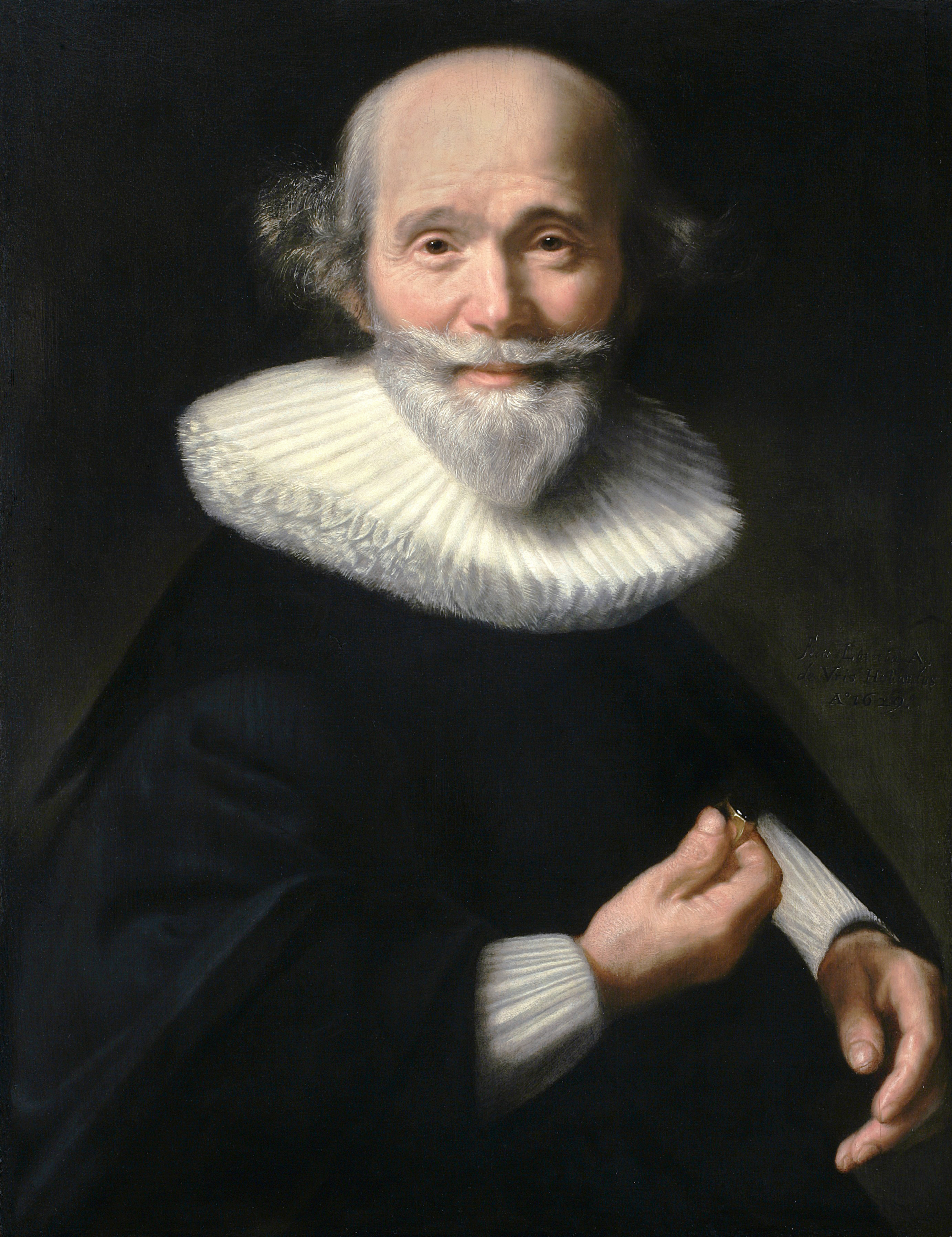
Portret van een man, 1629
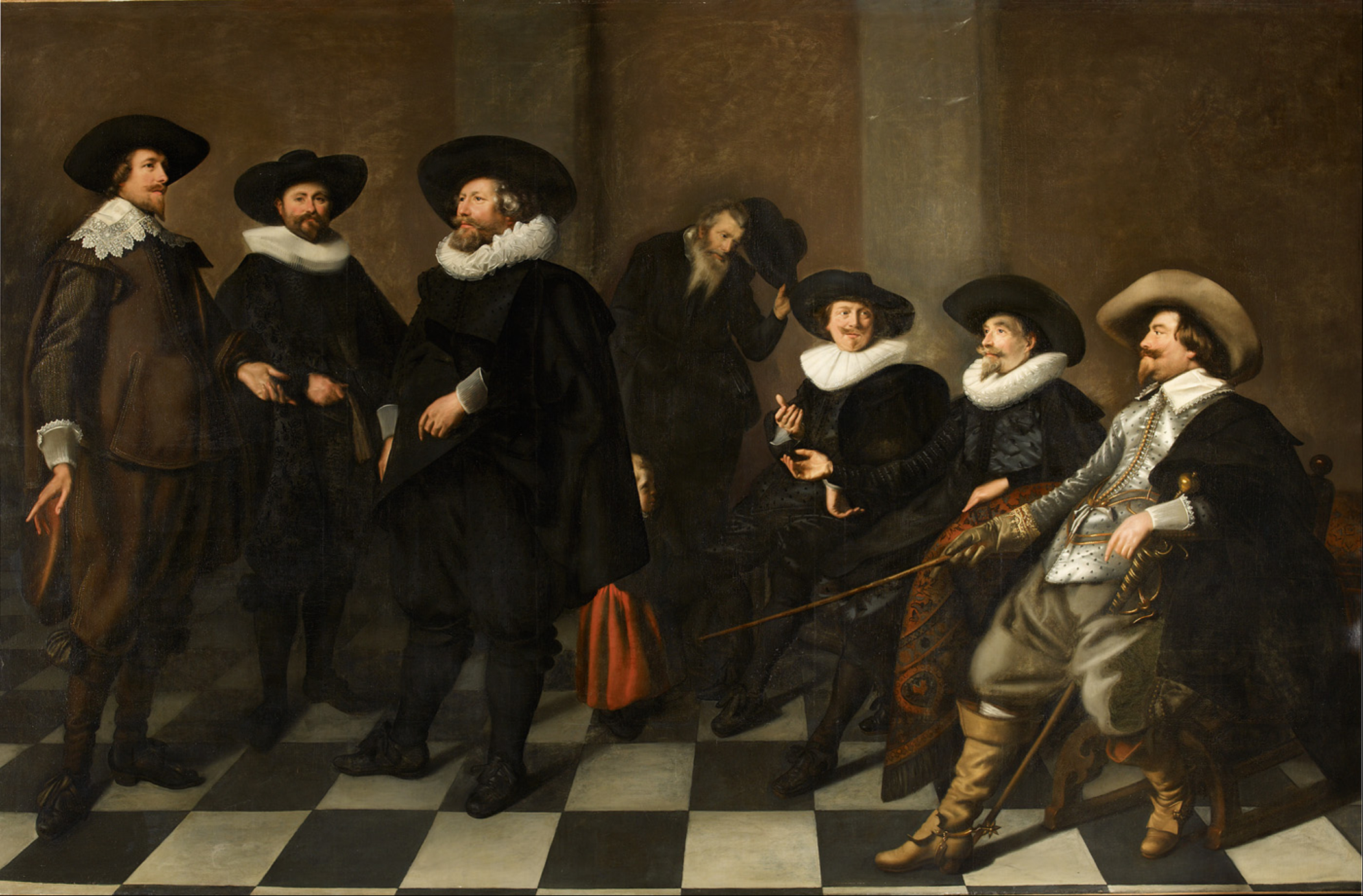
Regenten van het Burgerweeshuis in Amsterdam, 1633

- Biblioteca Nacional de España: XX5642045
- Bibliothèque nationale de France: cb17890223k (data)
- Biografisch Portaal: 06417636
- Gemeinsame Normdatei: 133067092
- National Gallery of Victoria: 1302
- RKD-Nederlands Instituut voor Kunstgeschiedenis: 82059
- Union List of Artist Names: 500032756
- Virtual International Authority File: 11024886